# 细籽柳叶菜
细籽柳叶菜（学名：Epilobium minutiflorum）为柳叶菜科柳叶菜属下的一个种。